# Сен-Ромен (Кот-д’Ор)
Сен-Роме́н (фр. Saint-Romain) — коммуна во Франции, находится в регионе Бургундия. Департамент коммуны — Кот-д’Ор. Входит в состав кантона Ноле. Округ коммуны — Бон.
Код INSEE коммуны — 21569.

## Население
Население коммуны на 2010 год составляло 234 человека.
| 1962 | 1968 | 1975 | 1982 | 1990 | 1999 | 2010 |
| ---- | ---- | ---- | ---- | ---- | ---- | ---- |
| 293  | 323  | 265  | 250  | 241  | 227  | 234  |

## Экономика
В 2010 году среди 133 человек трудоспособного возраста (15—64 лет) 109 были экономически активными, 24 — неактивными (показатель активности — 82,0 %, в 1999 году было 74,8 %). Из 109 активных жителей работали 101 человек (54 мужчины и 47 женщин), безработных было 8 (3 мужчин и 5 женщин). Среди 24 неактивных 14 человек были учениками или студентами, 5 — пенсионерами, 5 были неактивными по другим причинам.